# Hundliv
Hundliv är den svenske proggmusikern Göran Perssons andra och sista studioalbum, utgivet på skivbolaget MNW 1974.

## Låtlista
A
1. "Hundliv" – 3:34
2. "Vid dom lyckligas gata" – 3:20
3. "När restaurangen har stängt" – 3:06
4. "Vaggvisa N.R. 1" – 2:11
5. "Park-sittning" – 2:07
6. "Överste Wiman" – 5:04

B
1. "Bland löven" – 4:33
2. "En bil-vals" – 1:46
3. "Klockan är sju" – 3:53
4. "Oskar Lamms 3dje försök" – 4:15
5. "Jultomten" – 4:32
6. "Pastor Sirap" – 3:55

## Medverkande
- Tord Bengtsson – fiol, piano
- Lasse Englund – gitarr
- Greg FitzPatrick – bas
- Anders Olsson – tvärflöjt
- Göran Persson – sång, gitarr
- Håkan Persson – bas
- Per Tjernberg – orgel
- Rolf Wikström – gitarr (som Rolf Wickström)
- Hans Wiktorsson – congas
- Jan Zetterqvist – trummor

### Fotnoter
1. ↑  ”Hundliv”. Progg.se. Arkiverad från originalet den 18 augusti 2010. https://web.archive.org/web/20100818122913/http://www.progg.se/band.asp?ID=92&skiva=219. Läst 10 januari 2013.